# (100150) 1993 TN17
(100150) 1993 TN17 es un asteroide perteneciente al cinturón de asteroides, descubierto el 9 de octubre de 1993 por Eric Walter Elst desde el Observatorio de La Silla, Chile.